# Tor Engloo

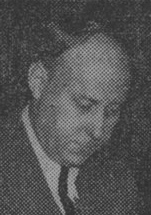
Tor Engloo

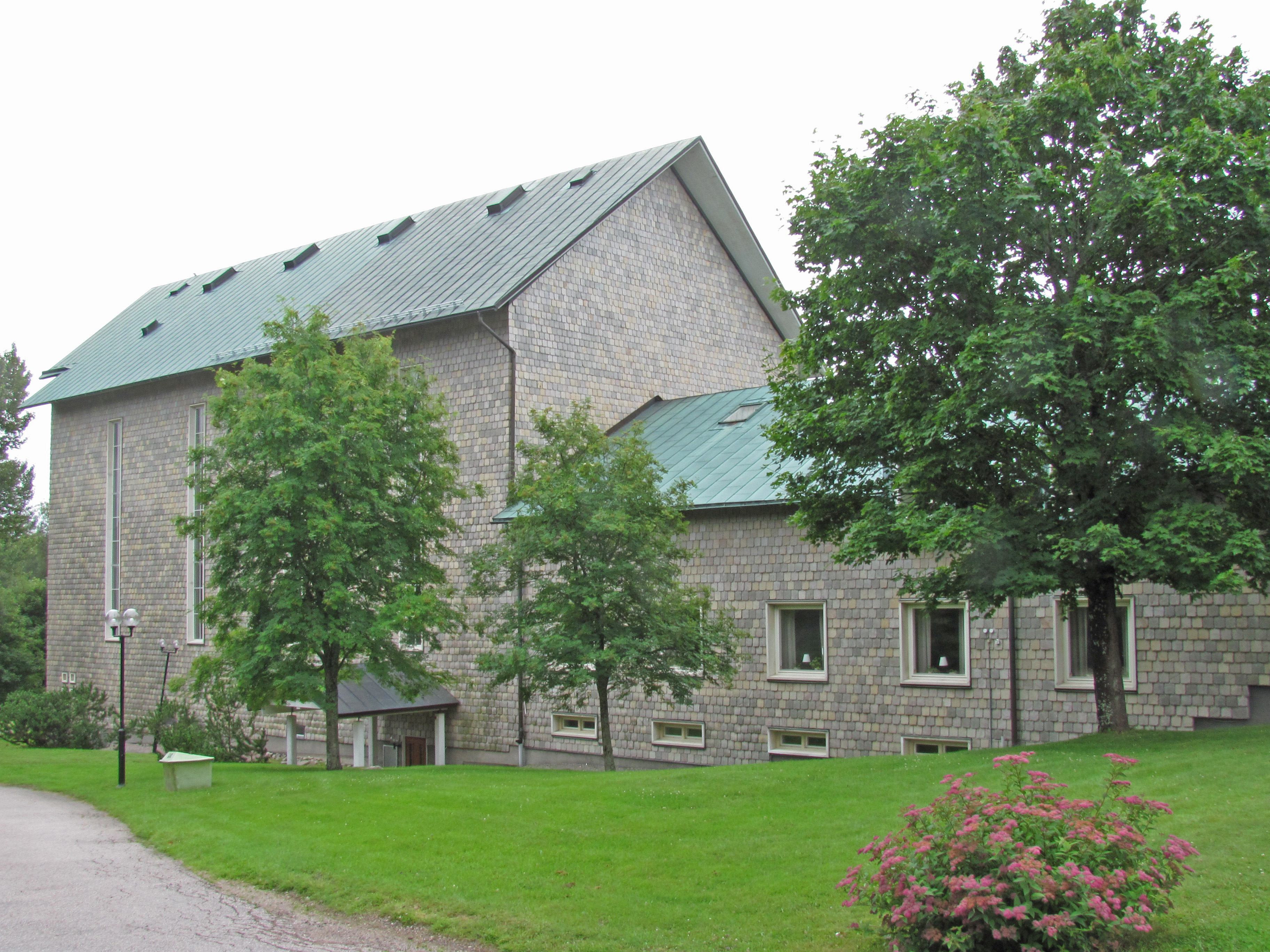
Storfors kyrka.

Tor Engloo, född 31 maj 1906 i Stockholm, död där 3 december 1979, var en svensk arkitekt.
Efter studentexamen vid Norra Real i Stockholm 1924 utexaminerades Engloo från Kungliga Tekniska högskolan 1928 och från Kungliga Konsthögskolan 1933. Han var anställd på privat arkitektkontor 1928–1932, var biträdande arkitekt i Byggnadsstyrelsen 1936–46, intendent där 1947, t.f. länsarkitekt i Göteborgs och Bohus län 1945–1947, konsulterande arkitekt vid AB Vattenbyggnadsbyrån i Stockholm 1947–1956 samt länsarkitekt i Gävleborgs län 1956–1971. Han bedrev egen arkitektverksamhet i Stockholm, Göteborg och Gävle från 1933 till sin död.
Engloo ritade bland annat Storfors kyrka i Värmland (1959) samt genomförde restaurering av Hagfors kapell och Lungsunds kyrka i samma landskap. Han är begravd på Norra begravningsplatsen utanför Stockholm.